# Hand of Juno
Hand of Juno ist eine italienische Alternative-Metal-Band.

## Geschichte

### Gründung

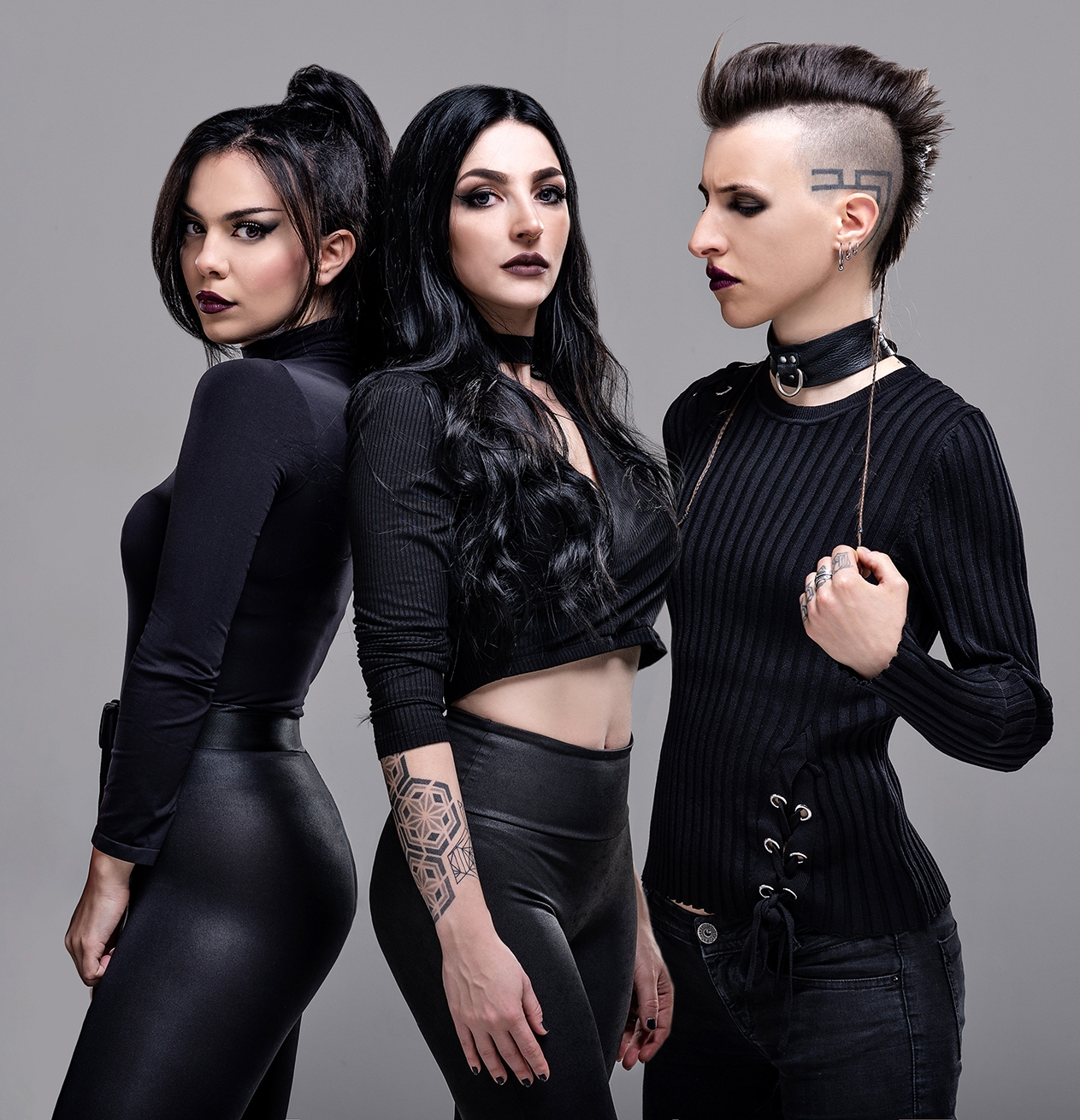
Hand of Juno (2022)

Hand of Juno ist eine italienische Metalband, deren Ursprünge bei der kurz zuvor aufgelösten italienischen Metalband Killin’ Baudelaire liegen, in der bereits die drei Hand-of-Juno-Gründungsmitglieder Helly Elisa Montin, Alice Lane Pandini (Infected Rain und Session-Mitglied von Emigrate) und Martina Nixe Riva spielten. Nachdem das Projekt Killin’ Baudelaire beendet worden war, gründeten Montin, Pandini und Riva, zusammen mit der neu dazugestoßenen Sängerin Melissa Bruschi, im Sommer 2021 Hand of Juno. Die Band begann zunächst als reines Frauen-Quartett. Im Januar 2022 wurde bekannt, dass Riva aus dem Projekt ausscheidet und die Band als Trio weiter machen werde. In dieser Besetzung spielte die Band im Jahr 2022 einer ihrer ersten Auftritte beim Vinyl & Music Festival in Österreich.

### Umbesetzung und DebütalbumPsychotic Banana(seit 2023)
Am 24. März 2023 veröffentlichte die Band mit Right Now ihre Debütsingle über Out of Line, mit einem Musikvideo von Ruben Spizzichino. Am 5. Oktober 2023 folgte mit Destroy the Line die zweite Singleauskopplung, ebenfalls mit einem Musikvideo von Spizzichino. Das Stück stellt die metaphorische Erkundung der Konsequenzen von Macht in einer dystopischen Welt dar. Als Jahresabschluss erschien mit We’ve Built the Line die dritte Single am 13. Dezember 2023, für die ein Musikvideo unter der Regie von Luca Rapuzzi entstand. In dem Stück untersucht die Band persönliche und gesellschaftliche Auswirkungen von emotionalen und ideologischen Spaltungen, es sei eine Reflexion über die menschliche Tendenz, emotionale Barrieren zum Selbstschutz zu errichten.
2024 eröffnete die Band mit der nächsten Singleauskopplung Psychotic Banana, in der es um den universellen Kampf mit Abhängigkeiten geht. Diese erschien am 15. Februar 2024, mit ebenfalls einem Video von Rapuzzi. Das dazugehörige Musikvideo wurde im März 2024 für den Berlin Music Video Award nominiert. Im gleichen Monat traf die Band die Entscheidung, fortan ohne Pandini weiterzumachen. Kurze Zeit später ergänzten Francesca Mancini (Gitarre) und Marco Valerio (Bass) das verbliebene Duo. Seither ist die Band wieder als Quartett unterwegs. Im Laufe des Jahres erfolgten erste größere Liveauftritt, als die Band unter anderem auf dem Out Of Line Weekender oder auch Summer Breeze spielte. Als letzte Vorabsingle vor der Albumveröffentlichung erschien am 12. September 2024 Polline, zudem ein Video unter der Regie von Luiz Amorim entstand. Im Folgemonat erschien mit Red Leaves ein Gastbeitrag, bei dem Hand of Juno die ebenfalls aus Mailand stammende Metalband Deep as Ocean unterstützte.
Am 8. November 2024 erschien schließlich das Debütalbum Psychotic Banana, benannt nach der gleichnamigen Singleauskopplung. Dieses erschien in seiner Originalausführung als CD (Katalognummer: OUT 1389), Download und Streaming mit zehn Titeln. Auf Psychotic Banana kombiniert die Band eine Vielfalt verschiedener musikalischer Stile. Ausgehend von einer Industrial-Metal-Basis wurde jeder Titel von einem anderen Stil beziehungsweise von anderen Stilmitteln beeinflusst, wie unter anderem Breakdowns, Deathcore, Elektronische Musik oder auch Techno. Der Albumtitel Psychotic Banana soll dabei die „Wandelbarkeit“ untermalen. Mit der Veröffentlichung des Albums, ging Hand of Juno mit der deutschen Rockband Erdling auf Tour. Während dieser präsentierte die Band eine Setlist von neun Liedern im Vorprogramm von Erdlings Mein Element – Die 10 Jahre Jubiläumstournee. Dabei spielten sie mit Ausnahme von The End alle Lieder des Debütalbums. Bei Polline trat Erdling-Mitglied Böse Fuchs als Gastsängerin auf.

## Bandmitglieder
Aktuelle Besetzung

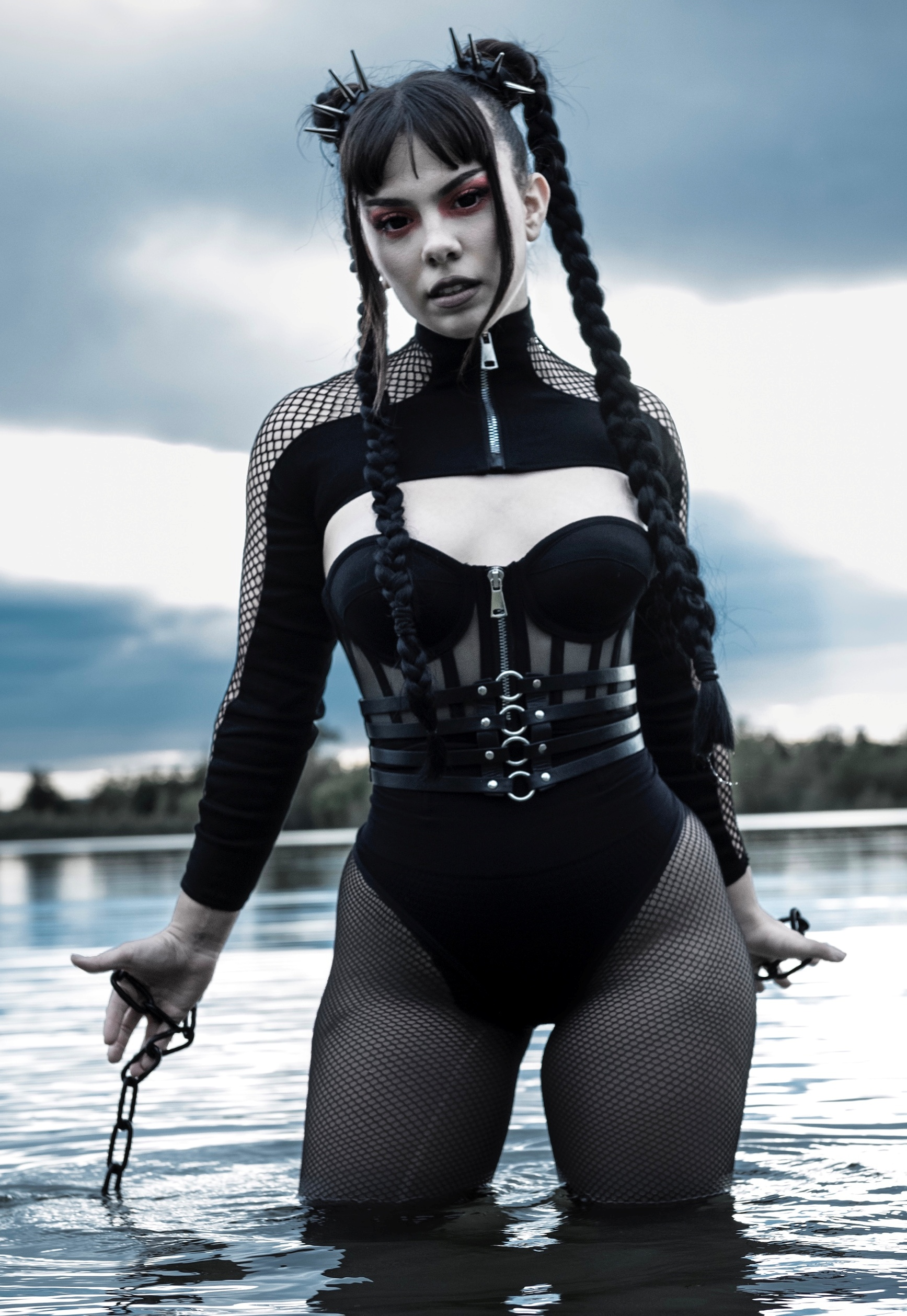
Melissa Bruschi (Gesang)
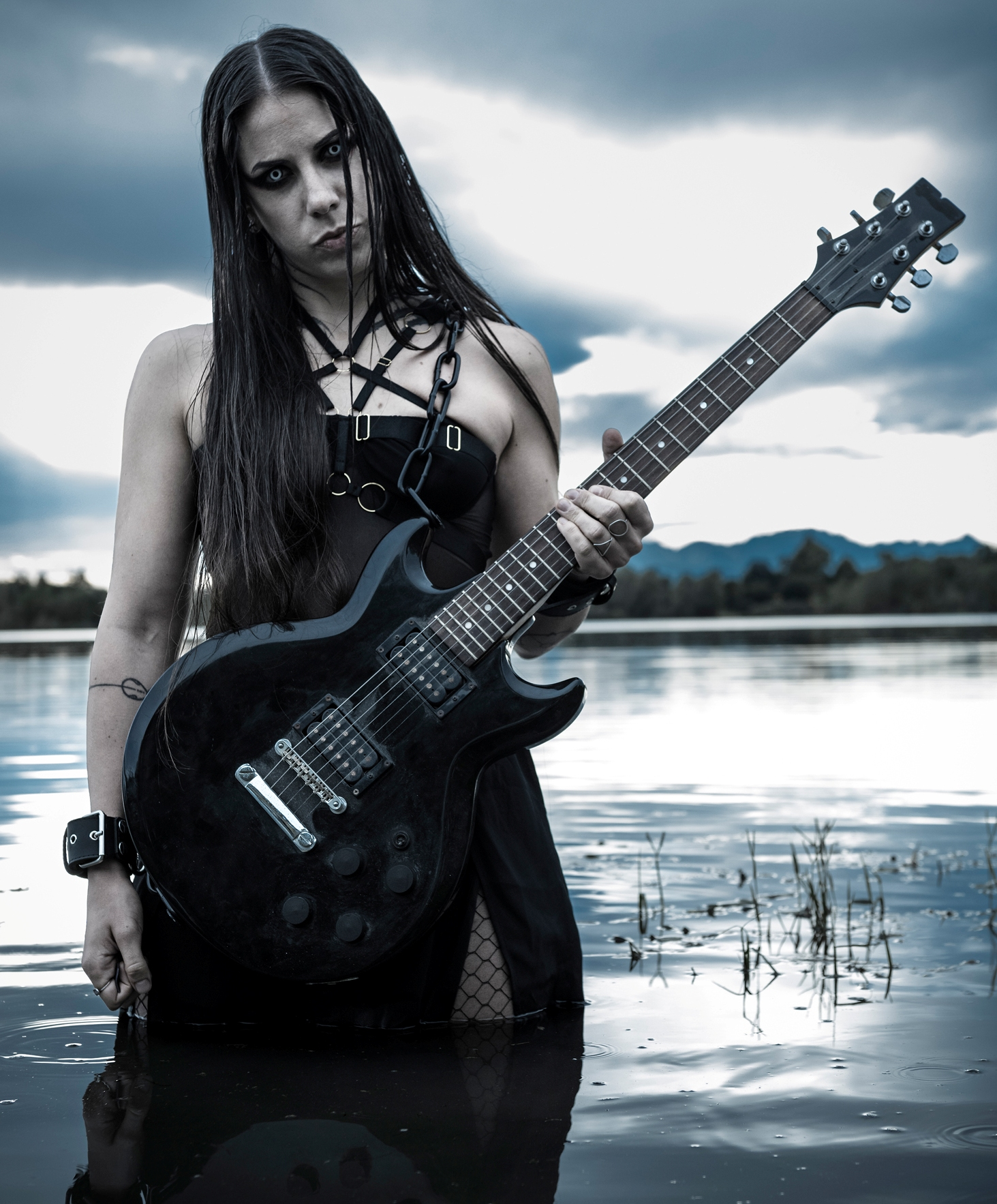
Francesca Mancini (Gitarre)
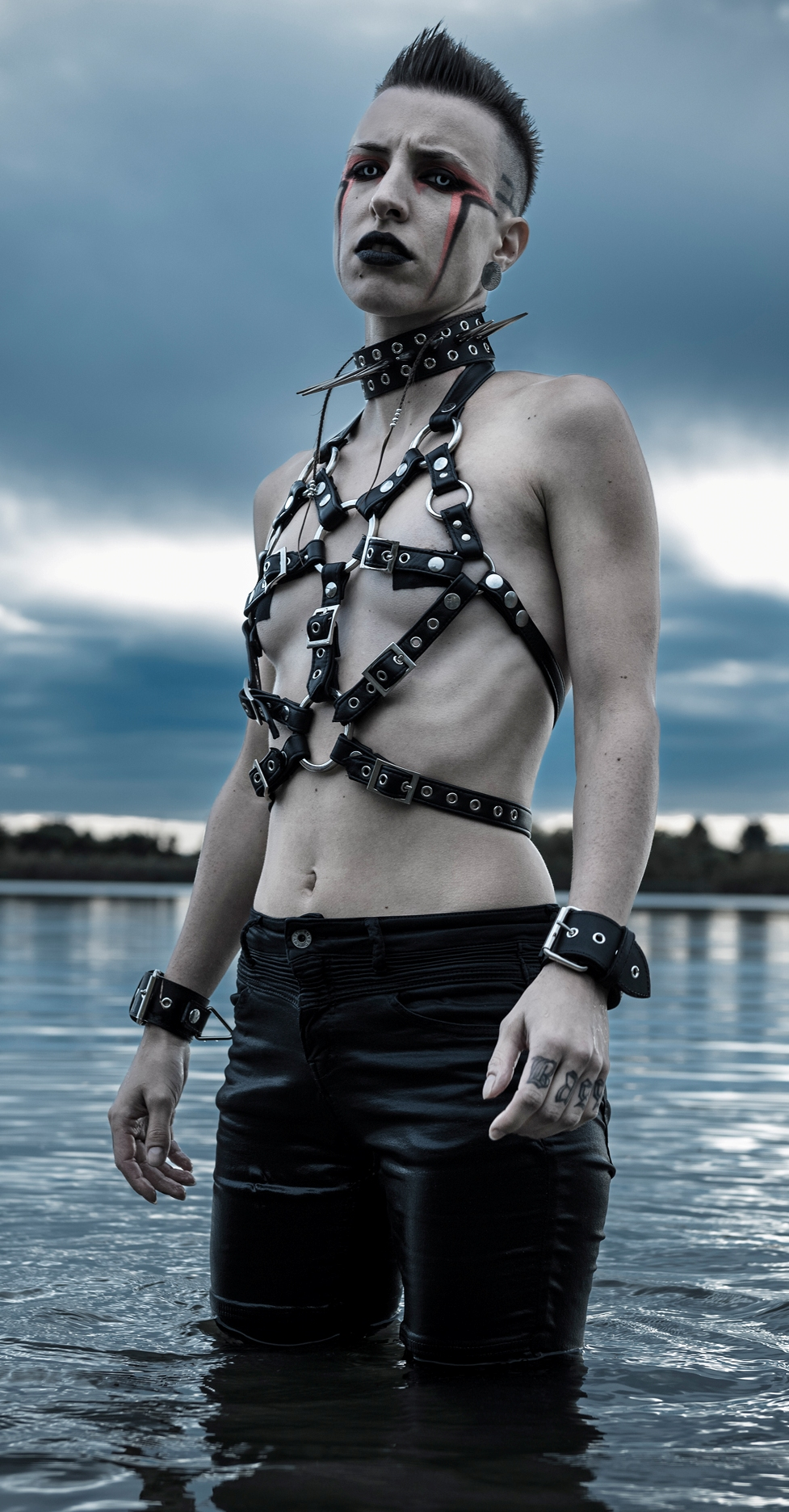
Helly Elisa Montin (Perkussion, Synthesizer)
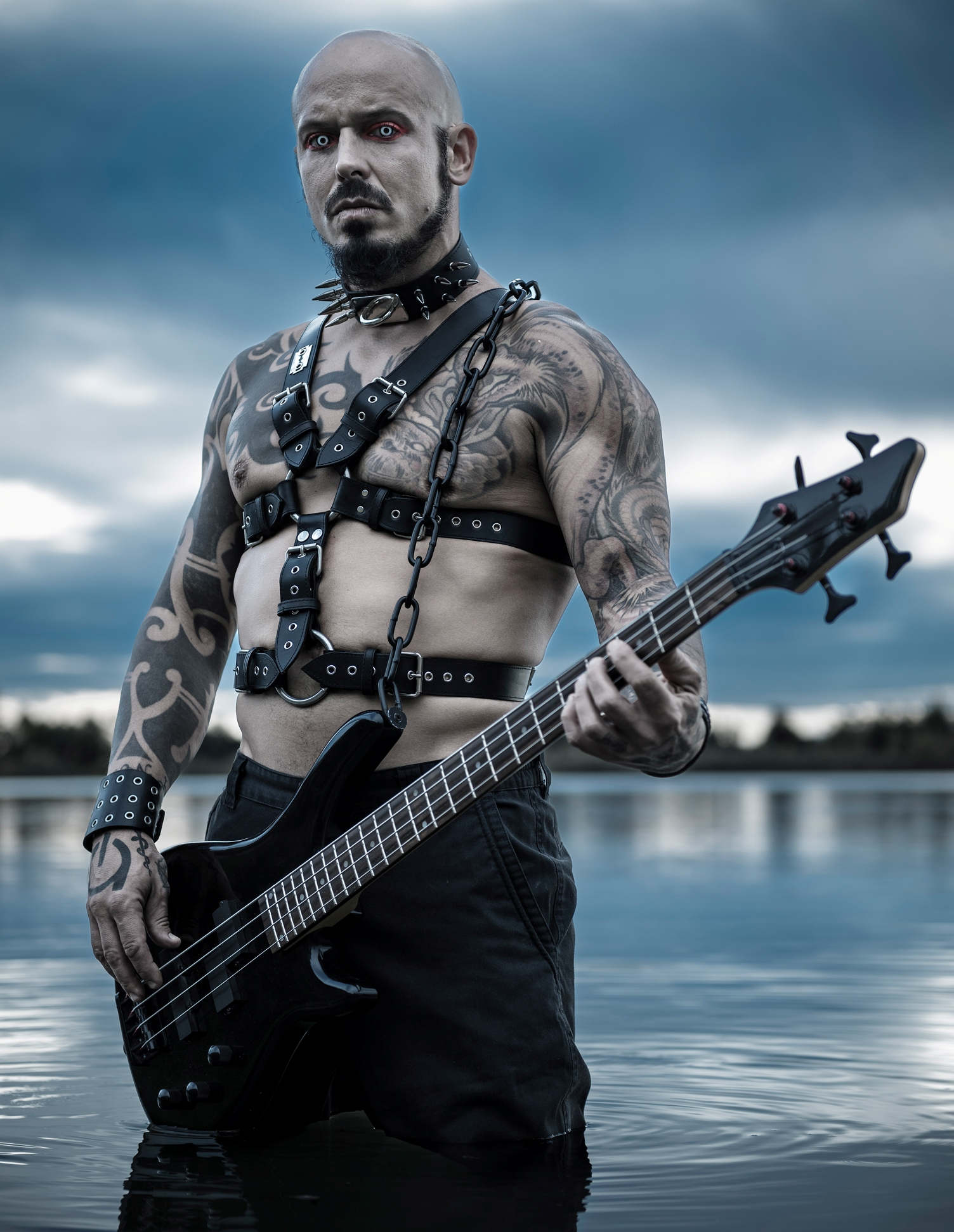
Marco Valerio (Bass)

Zeitstrahl

## Stil
Das Musiklabel Out of Line bescheib die Musik der Band als düsteren Metal, durchdrungen von elektronischen und technologischen Einflüssen, industriellen Geräuschen und apokalyptischen Atmosphären. Die Band bezeichnet ihren Stil als „Female-fronted, modern Industrial Metal“. Entsprechend häufig als Industrial Metal bezeichnet, wird die Musik in Ausführungen als vielseitiger moderner Metal beschrieben der „von brutalem Deathcore-Geknüppel bis zu dunklen, hypnotischen Melodien reicht“ und „auf jedem Track eine andere Facette“ zeige. So werden Einflüsse des Symphonic Metal als konstanter Teil des von Hand of Juno gespielten Crossovers benannt. Die Musik zeige Einflüsse aus dem Techno, der elektronischen Musik sowie dem Deathcore und kombiniere brutale Breakdowns mit dunklen Melodien. So wechsele Hand of Juno munter „zwischen Stimmungen, Genren und Einflüssen“, zwischen Metal- und Deathcore-Passagen, popigen Melodien und elektronischen Einschüben. Das musikalische Ergebnis dieses anhaltenden Crossovers changiere „zwischen einem finsteren Elektro-Club und einer Endzeit-Metal-Messe“ und richte sich an Hörer deren Schnittmenge zwischen Lacuna Coil und Nine Inch Nails läge.

## Diskografie

### Alben
| Jahr | Titel Musiklabel                   | Anmerkungen                            |
| ---- | ---------------------------------- | -------------------------------------- |
| 2024 | Psychotic Banana Out of Line (RTD) | Erstveröffentlichung: 8. November 2024 |

### Singles
| Jahr | Titel Album                           | Anmerkungen                              |
| ---- | ------------------------------------- | ---------------------------------------- |
| 2023 | Right Now Psychotic Banana            | Erstveröffentlichung: 24. März 2023      |
| 2023 | Destroy the Line Psychotic Banana     | Erstveröffentlichung: 5. Oktober 2023    |
| 2023 | We’ve Built the Line Psychotic Banana | Erstveröffentlichung: 13. Dezember 2023  |
| 2024 | Psychotic Banana                      | Erstveröffentlichung: 15. Februar 2024   |
| 2024 | Polline Psychotic Banana              | Erstveröffentlichung: 12. September 2024 |

| Jahr | Titel Album  | Anmerkungen                                                             |
| ---- | ------------ | ----------------------------------------------------------------------- |
| 2024 | Red Leaves – | Erstveröffentlichung: 11. Oktober 2024 Deep as Ocean feat. Hand of Juno |

### Musikvideos
| Jahr | Titel                | Regisseur(e)      |
| ---- | -------------------- | ----------------- |
| 2023 | Right Now            | Ruben Spizzichino |
| 2023 | Destroy the Line     | Ruben Spizzichino |
| 2023 | We’ve Built the Line | Luca Rapuzzi      |
| 2024 | Psychotic Banana     | Luca Rapuzzi      |
| 2024 | Polline              | Luiz Amorim       |
| 2024 | Red Leaves           | Mattia Castiglia  |